# Nødtvedt Nunataks
Nødtvedt Nunataks är nunataker i Antarktis. De ligger i den centrala delen av kontinenten. Nya Zeeland gör anspråk på området.